# Nordafrikanischer Fußballverband
Die Nordafrikanischer Fußballverband  (UNAF; französisch Union nord-africaine de football; arabisch اتحاد شمال إفريقيا لكرة القدم, DMG Ittiḥād Šimāl Ifrīqiyā li-Kurat al-Qadam) ist ein regionaler Fußballverband der Confédération Africaine de Football. Ihm gehören fünf Mitgliedsverbände aus Nordafrika an.
Der Verband wurde 2005 gegründet und hat seinen Hauptsitz in Tunis in Tunesien. Präsident war zwischen 2014 und 2018 der Tunesier Wadii Jari.

## Mitgliedsverbände
- Algerien
- Libyen
- Marokko
- Tunesien
- Ägypten  *

## Präsidenten
- Samir Zaher (Ägypten, 2005–2008)
- Mohamed Raouraoua (Algerien, 2008–2011)
- Ali Fassi-Fihri (Marokko, 2011–2014)
- Wadii Jari (Tunesien, seit 2014, bis 2018)

## Wettbewerbe

### Männer
Nationalmannschaften
- UNAF U-23 Tournament (2006 bis 2011)
- UNAF U-20 Tournament (2005 bis 2015)
- UNAF U-18 Tournament (2017 bis 2019)
- UNAF U-17 Tournament (seit 2006)
- UNAF U-16 Tournament (2009 bis 2022)
- UNAF U-15 Tournament (2017 bis 2019)
- North African Futsal Tournament (2005 bis 2010)

Klubs
- UNAF Cup of Champions (2008 bis 2010)
- UNAF Cup Winners Cup (2008 bis 2010)
- UNAF Super Cup (2010)
- UNAF Club Cup (seit 2015)

### Frauen
Nationalmannschaften
- UNAF Women’s Tournament (seit 2009)
- UNAF U-21 Women’s Tournament (2019)
- UNAF U-20 Women’s Tournament (seit 2019)
- UNAF U-17 Women’s Tournament (seit 2024)

Klubs
- UNAF Women’s Club Tournament (2007 bis 2009)
- CAF Women’s Champions League UNAF Qualifiers (seit 2021)
- UNAF U-20 Women's Club Tournament (seit 2024)